# Oxymonadida
Oxymonadida es un grupo de protistas flagelados que viven exclusivamente en los intestinos de termitas y de otros insectos comedores de madera. De forma similar a los flagelados Parabasalia, contienen bacterias simbióticas que son responsables de la digestión de la celulosa. Ambos grupos carecen de mitocondrias y Oxymonadida también de dictiosomas.
La mayoría de estos organismos miden alrededor de 50 μm y tienen un único núcleo asociado a cuatro flagelos. Sus cuerpos basales originan varios grupos de microtúbulos que forman un orgánulo denominado axostilo, que tiene una estructura diferente a los axostilos de Parabasalia. Una fibra asociada denominada preaxostilo separa los flagelos en dos pares. Unos pocos Oxymonadida tienen múltiples núcleos, flagelos y axostilos.
El flagelado de vida libre Trimastix está emparentado íntimamente con Oxymonadida. Carece de mitocondrias pero tiene cuatro flagelos separados por un preaxostilo, pero al contrario que Oxymonadida tiene un surco de alimentación. Esta característica coloca a Oxymonadida y a Trimastix en Excavata, en particular en Metamonada.